# In My Head (chanson de Jason Derulo)
Singles par Jason Derulo
Watcha Say
(2009) Ridin' Solo
(2010)
Clip vidéo
[vidéo] « In My Head », sur YouTube
In My Head est une chanson du chanteur américain Jason Derulo. Elle est sortie le 10 décembre 2009 sous les labels Asylum et Warner Bros. comme le deuxième single du premier album de Jason Derulo, Jason Derülo. La chanson est également remixée avec Nicki Minaj.

## Classements
| Classement (2009-10)                    | Meilleure position |
| --------------------------------------- | ------------------ |
| Allemagne (Media Control AG)            | 9                  |
| Australie (ARIA)                        | 1                  |
| Autriche (Ö3 Austria Top 40)            | 15                 |
| Belgique (Flandre Ultratop 50 Singles)  | 14                 |
| Belgique (Wallonie Ultratop 50 Singles) | 31                 |
| Canada (Hot 100)                        | 2                  |
| Finlande (Suomen virallinen lista)      | 19                 |
| France (SNEP Téléchargement)            | 49                 |
| Italie (FIMI)                           | 32                 |
| Royaume-Uni (UK Singles Chart)          | 1                  |
| Royaume-Uni (UK R&B Chart)              | 1                  |